# Воронин, Лев Алексеевич
Лев Алексе́евич Воро́нин (22 февраля 1928, Пермь — 24 июня 2008, Москва) — советский государственный и хозяйственный деятель, первый заместитель председателя Совета министров СССР в 1989—1991 годах. Депутат Совета Национальностей Верховного Совета СССР 10—11 созывов (1979—1989) от РСФСР, народный депутат РСФСР. Член ЦК КПСС (1981—90). Старший лейтенант запаса (1976).

## Биография
- В 1944—1949 годах — студент Уральского политехнического института.
- В 1949—1959 годах — мастер, старший мастер, начальник участка, заместитель начальника цеха, начальник цеха завода № 356, Свердловск.
- В 1959—1963 годах — главный инженер предприятия п/я 33, Каменск-Уральский.
- В 1963 году — главный инженер предприятия п/я 340, Свердловск.
- В 1963—1965 годах — начальник управления радиотехнической и электронной промышленности Среднеуральского совнархоза.
- В 1965—1968 годах — директор Красногорского механического завода Министерства оборонной промышленности СССР.
- В 1968—1980 годах — в Министерстве оборонной промышленности СССР: начальник управления, начальник Главного планово-производственного управления, заместитель министра, 1-й заместитель министра.
- В 1980—1985 годах — 1-й заместитель председателя Госплана СССР.
- В 1985—1989 годах — заместитель председателя Совмина СССР — председатель Госкомитета по материально-техническому снабжению.
- В 1989—1991 годах — 1-й заместитель председателя Совмина СССР.
- С 2 марта по 24 сентября 1991 года — постоянный представитель СССР при Европейских сообществах в Брюсселе, Бельгия[4][5].

С 26 декабря 1990 года по начало 1991 года, в связи с госпитализацией Николая Рыжкова и после его увольнения, фактически исполнял обязанности председателя Совета Министров СССР.
С февраля 1991 года на пенсии.

## Награды
- Орден Ленина (19 февраля 1988) — за большие заслуги перед Советским государством и в связи с шестидесятилетием со дня рождения[7].
- Орден Трудового Красного Знамени.
- Орден «Знак Почёта».
- Лауреат Ленинской премии.